# Vikbolands kontrakt
Vikbolands kontrakt var ett kontrakt i Linköpings stift inom Svenska kyrkan. Kontraktet förenades 1 januari 1962 med Hammarkinds kontrakt och bildade kontraktet Vikbolandets och Hammarkinds kontrakt. Kontraktet omfattade Östkinds härad (utom Kvarsebo socken) och Björkekinds härad.

## Församlingar
Församlingar som ingick i Vikbolands kontrakt.
- Östra Stenby församling
- Konungsunds församling
- Östra Husby församling
- Häradshammars församling
- Jonsbergs församling
- Östra Ny församling
- Rönö församling
- Kuddby församling
- Å församling
- Tåby församling

## Kontraktsprostar
| Ämbetstid | Namn                        | Levnadstid       | Övrigt                                 |
| --------- | --------------------------- | ---------------- | -------------------------------------- |
| 1394      | Haquinus Laurentti          |                  | Kyrkoherde i Kuddby församling.        |
| 1552      | Hans Månsson                |                  | Kyrkoherde i Häradshammars församling. |
| 1555      | Rasmus                      |                  | Kyrkoherde i Tåby församling.          |
| 1587      | Haquinus Erici              |                  | Kyrkoherde i Å församling.             |
| 1613–1620 | Andreas Hök                 | 1566–1620        | Kyrkoherde i Kuddby församling.        |
| 1620–1655 | Laurentius Laurinus         | 1577–1655 (1656) | Kyrkoherde i Häradshammars församling. |
| 1656–1685 | Nicolaus Langelius          | 1615–1685        | Kyrkoherde i Östra Husby församling.   |
| 1685–1690 | Simon Gråsten               | 1619–1690        | Kyrkoherde i Kuddby församling.        |
| 1692–1717 | Ericus Duræus               | 1641–1717        | Kyrkoherde i Kuddby församling.        |
| 1717–1729 | Johannes Serlachius         | 1658–1729        | Kyrkoherde i Östra Husby församling.   |
| 1732–1742 | Petrus Wettersten           | 1686–1742        | Kyrkoherde i Häradshammars församling. |
| 1743–1769 | Petrus Zetterling           | 1703–1769        | Kyrkoherde i Kuddby församling.        |
| 1771      | Carl Nyrén                  | 1726–1789        | Kyrkoherde i Kuddby församling.        |
| 1789–1805 | Jonas Sundelin              | 1721–1805        | Kyrkoherde i Östra Stenby församling.  |
| 1805–1820 | Johan Peter Wallensteen     | 1750–1820        | Kyrkoherde i Kuddby församling.        |
| 1820–1837 | Johan Schenmark             | 1753–1837        | Kyrkoherde i Konungsunds församling    |
| 1837–1860 | Johan Christian Wallensteen | 1794–1868        | Kyrkoherde i Kuddby församling.        |
| 1860      | Jon Wåhlander               |                  | Kyrkoherde i Östra Husby församling.   |
| 1863      | Carl Edvard Öhrvall         |                  | Kyrkoherde i Östra Stenby församling.  |
| 1872–1888 | Hampus Scherini             | 1817–1894        | Kyrkoherde i Östra Husby församling.   |
| 1888–1911 | Israel Kinnander            | 1833–1928        | Kyrkoherde i Häradshammars församling. |
| 1911–     | Martin Wetterling           | 1848–1931        | Kyrkoherde i Östra Ny församling.      |
| 1924–1931 | Ture Nelson                 | 1867–1940        | Kyrkoherde i Häradshammars församling. |
| 1941–1955 | John August Olof Edlund     | 1894–            | Kyrkoherde i Östra Ny församling.      |